# Dumbrăveni (okręg Ilfov)
Dumbrăveni – wieś w Rumunii, w okręgu Ilfov, w gminie Balotești. W 2011 roku liczyła 519 mieszkańców.